# Oggi sposi (film 1969)
Oggi sposi (The Wedding Party) è un film diretto da Brian De Palma, prodotto nel 1963 ma uscito soltanto nel 1969. In Italia è stato presentato al Torino Film Festival nel 1992.
In Italia è noto anche con il titolo La festa di nozze.

## Trama
Un promesso sposo conosce i parenti della sua fidanzata e gli invitati alle loro nozze, poco prima della cerimonia, nella tenuta di  famiglia a Shelter Island.

## Produzione
Il film è stato prodotto dalla Ondine Productions. Si tratta del primo ruolo cinematografico di Jill Clayburgh. Il film è stato girato nel 1963. La casa di produzione però è fallita, e il film non è stato rilasciato nelle sale cinematografiche fino al 1969. Le riprese sono state ambientate completamente nello stato di New York, precisamente a Shelter Island (Long Island), e a New York. Il budget stimato per la realizzazione della pellicola ammonta a circa 43000 $.

## Tagline
La tagline del film è la seguente:
- You are cordially invited to join the confusion at...
  - Siete cordialmente invitati a partecipare alla confusione...

## Distribuzione
Il film è stato distribuito a New York il 9 aprile 1969, ed è stato presentato nel novembre 1992 al Torino Film Festival.